# نوو لو
نوو لو (ترکی آذربایجانی: Novlu) یک منطقهٔ مسکونی در جمهوری آرتساخ است که در استان کاشاتاق واقع شده‌است.